# The Sail @ Marina Bay
The Sail @ Marina Bay (Chino: 滨海舫) es un condominio a orillas del mar situado en la zona Marina Bay de Singapur. Fue completado en 2008. Los primeros inquilinos se trasladaron a Central Park Tower en julio de 2008. Los residentes se trasladaron a Marina Bay Tower unas pocas semanas más tarde. La estructura de The Sail tiene una altura de 245 m (804 pies) y 70 plantas y es el condominio más alto de Singapur. Este proyecto ofrece vistas panorámicas de Marina Bay y el mar. Está cerca de algunos de los puntos de atracción famosos de Singapur como Suntec City, Marina Bay Sands, Esplanade, Telok Ayer Market o el Río Singapur. La Estación Downtown del MRT se está construyendo pocos metros al oeste del edificio. El edificio fue erigido en terreno reclamado, y el Central Linear Park está construido en el sur al lado del edificio.

## Historia
Antes de que la parcela fuera vendida a los promotores, City Developments Limited y AIG Global Real Estate, el solar de 0,90909 ha (2,2464 acres) fue vendido como una "parcela blanca", que significa que el promotor es libre para usar la parcela para uso comercial y/o residencial, por URA. Después de la venta, el promotor indicó su intención de usar predominantemente como residencial con tiendas en la primera o segunda planta. Su plan fue aprobado por el gobierno. Una vez completado, incluyó el primer proyecto residencial en New Downtown y también es el proyecto predominantemente residencial más alto de la ciudad.
El arriendo de 99 años del sitio fue lanzado para licitación pública el 14 de marzo de 2002.
El diseño original del edificio fue de 69 plantas para Marina Bay Tower, y 58 plantas para Central Park Tower. Después de que el diseño fuera finalizado por NBBJ, el número de plantas fue revisado hacia arriba a 70 plantas para Marina Bay Tower, y 63 plantas para Central Park Tower.

## Diseño
El condominio fue diseñado por Peter Pran con la firma de diseño líder NBBJ. Los dos edificios incluyen una fachada de cristal, la esculpida Marina Bay Tower para parecer una vela, y configuraba el complejo respresentante de un gran cañón, reflejando su utilización de inspiraciones por el sol, el viento y el agua, respectivamente.
El área de la parcela es de 0,90909 ha (2,2464 acres) con un máximo permisible de área de planta total de 118 182 m² (1 272 101 ft²). Tiene 29 000 ft² (3000 m²) de espacio comercial, y un enlace subterráneo a  Raffles Place MRT Station. Ofrece 1.111 unidades residenciales arrendadas a 99 años, 438 unidades de un dormitorio, 418 unidades de dos dormitorios, 175 unidades de tres dormitorios, 75 unidades de cuatro dormitorios, y cinco áticos, con el más grande teniendo una superficie de casi 840 m² (9042 ft²).

## Instalaciones
| - Reparación de calzado y Cerrajero - Al Marche (Tienda de artículos varios) - Tienda de ropa - Creative Hairworkz (Peluquería) - Tintorería - Centro Clínico y Estético Familiar - Tienda de flores - Restaurante y Bar de Sushi Yamada - Bares y restaurantes: - Harry's Bar (Edificio del aparcamiento) - HFS Health Fuel Station (Edificio del aparcamiento) - The Coffee Bean & Tea Leaf (Edificio del aparcamiento) - Hokkaido Sashimi Sandwich Bar (Edificio del aparcamiento) - Raffles Bistro @ The Sail (Marina Bay Tower frente Marina Boulevard) - Gastronomía by da paolo (Central Park Tower) - The Blarneys Irish Pub (Central Park Tower) - Kebab Restaurant (administrado por Harry's Bar) (Marina Bay Tower) - Estación de tarjeta de crédito - Compartimento de salida/entrada - Fuente de agua - Lobby de Recepción Residencial con conserje de estilo hotel - Grill y Bar Urbano Rocks - Piscina Aqua gym - Piscina de jacuzzi (calentada) - Piscina olímpica - Pisicina de niños - Piscina principal - 2 Pistas de tenis - Pista de jogging - Zona BBQ - Zona de juegos para niños - Terraza con piscina - Sala de Masajes de Baño Masculina y Femenina - Gimnasio con Muro de Escalada de Roca - Estudio de ejercicios - Spa | - Sky Terrace - Sala de recreación - Billard Room - 5 Salas de Equipamiento - Sky Terrace - Sala de lectura - Sala de karaoke - Sala de eventos - 5 Salas de equipamiento |

## Construcción
- El contratista principal, Dragages Singapore Pte Ltd, ha aceptado muchas innovaciones técnicas en el diseño de las torres: diseño sísmico – las torres pueden resistir terremotos (aunque desconocidos hasta la fecha en Singapur), la construcción sobre la línea de Metro y la construcción en un suelo muy inestable.

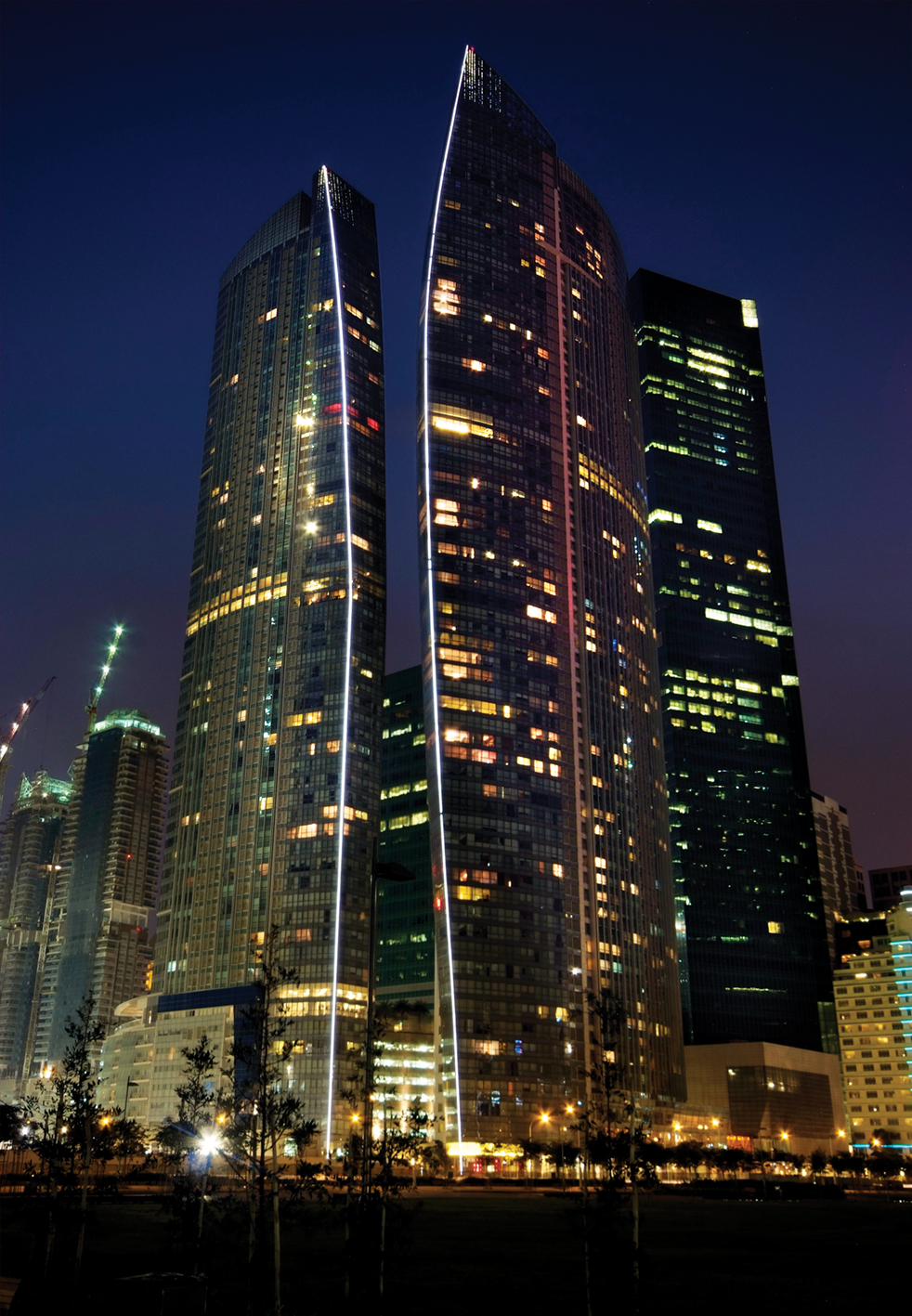
The Sail @ Marina Bay por la noche
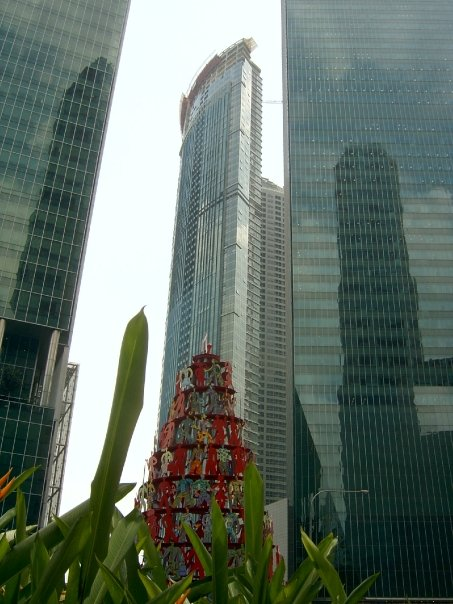
Tomada el 15 de enero de 2008 desde Raffles Place
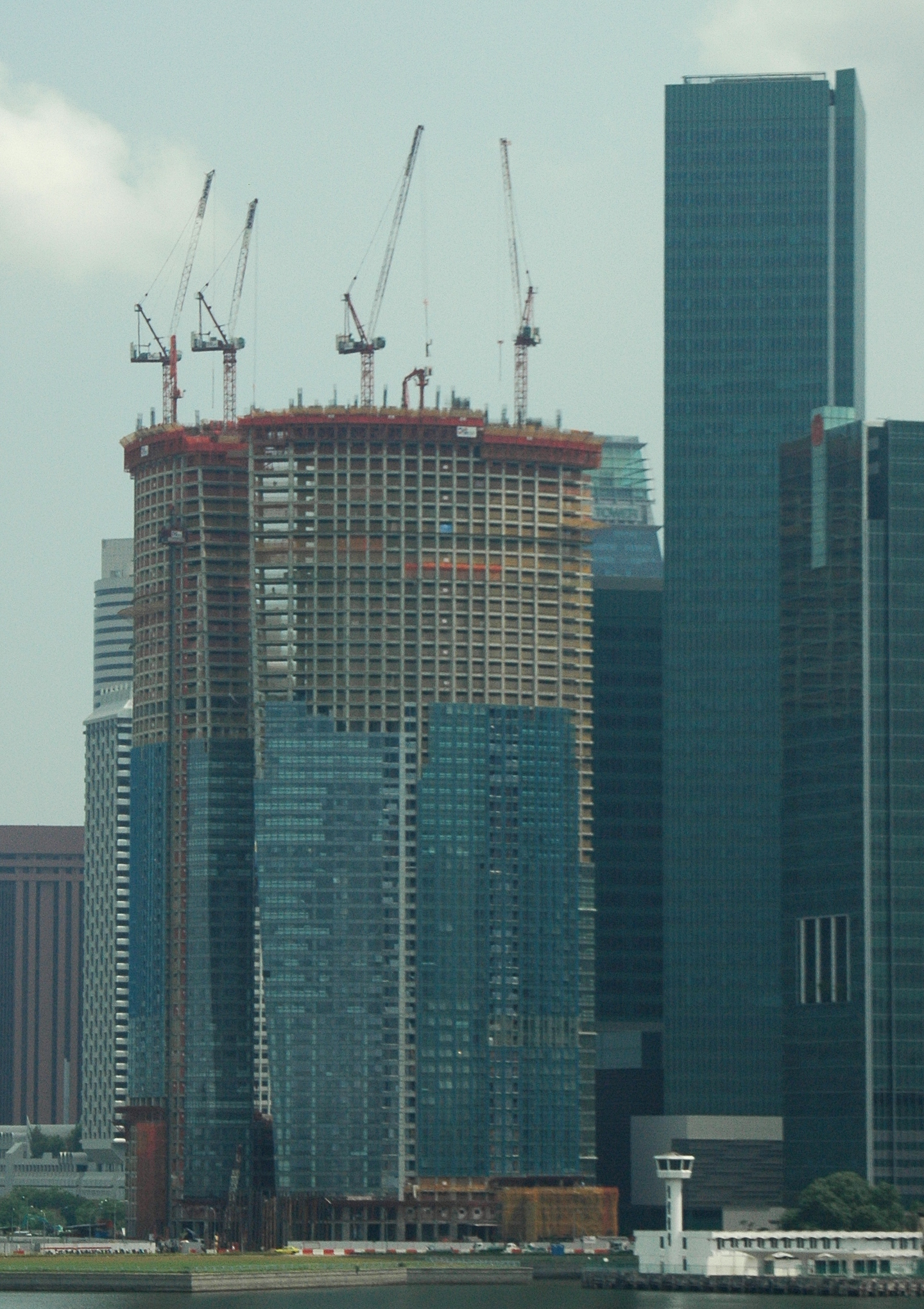
Progreso de la construcción en The Sail@Marina Bay, el 29 de junio de 2007.
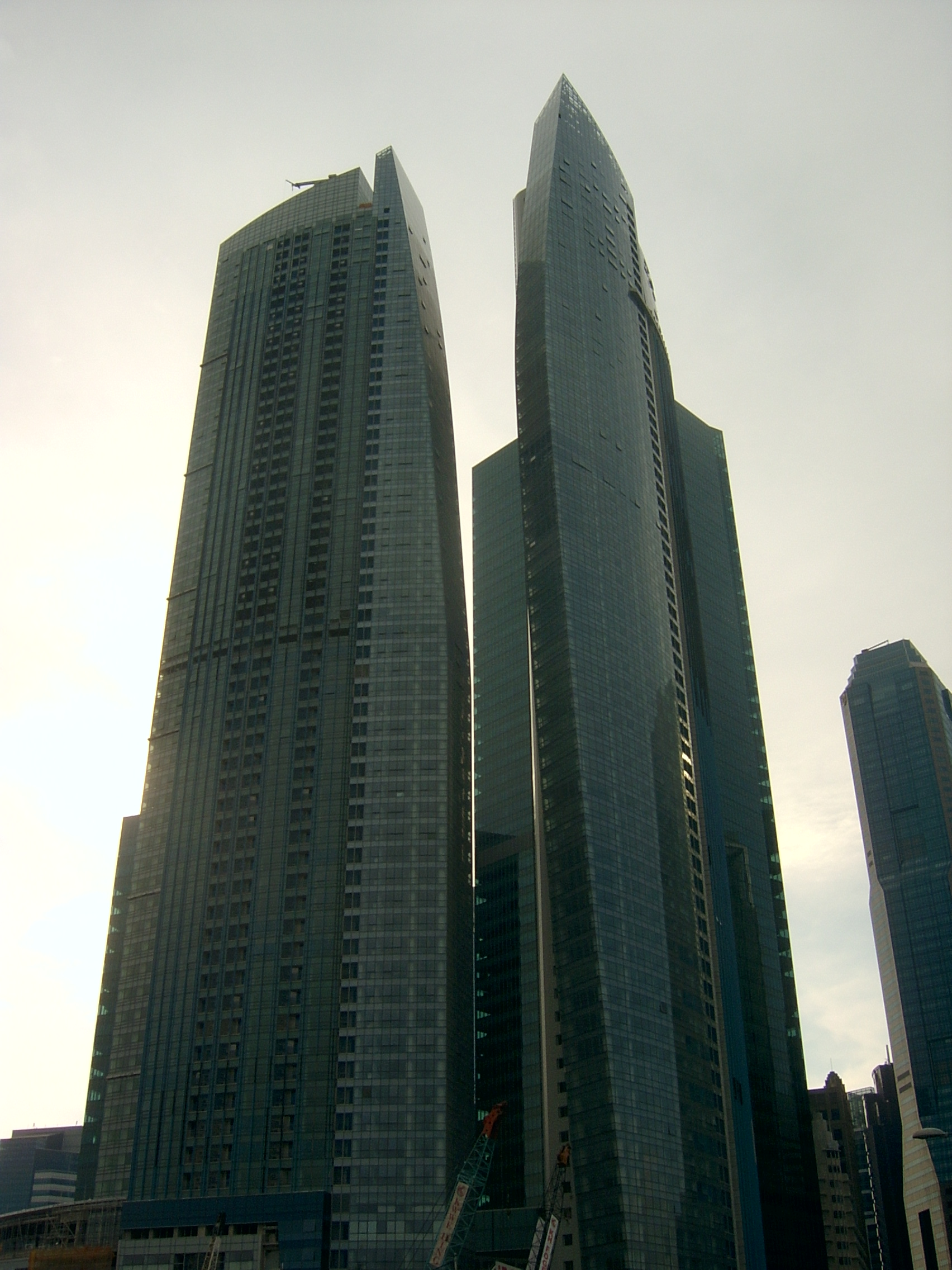
Desde la Estación Downtown del Metro el 23 de marzo de 2008.